# Dušan Hrstić
Dušan Hrstić, hrvaški general, * 22. oktober 1916, † 1984.

## Življenjepis
Leta 1941 je vstopil v NOVJ in naslednje leto v KPJ. Med vojno je bil politični komisar več enot.
Po vojni je končal VVA JLA in med drugim bil tudi inšpektor Glavne inšpekcije JLA.